# Висинчя
Висинчя́ (устар. Висиньча; лит. Visinčia) — река в Литве, протекает по территории Шальчининкского района Вильнюсского уезда на юго-востоке страны. Правый приток средней Шальчи.
Длина реки составляет 53 км. Площадь водосборного бассейна — 227 км². Средний уклон — 1,17 м/км. Средний расход воды в устье — 1,88 м³/с.
Висинчя начинается около деревни Пятрошкос, на расстоянии 8 км к северо-востоку от Шальчининкая. В верховье Висинчу пересекает автомагистраль A15 европейского маршрута E 85. Течёт преимущественно на юго-запад, в верховье — на северо-запад. Впадает в Шальчу на высоте 130 м над уровнем моря в 4 км к северу от деревни Пабаре.
Притоки: Цудикас (левый), Камяна (правый), Кярнаве (правый).
В 33 км от устья на Висинче построено водохранилище площадью 18 га.